# Saint George (St. Vincent und die Grenadinen)

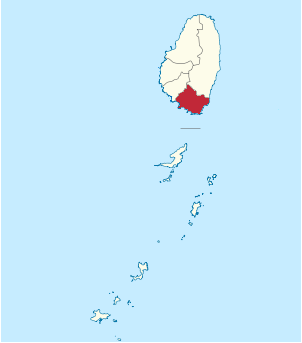
Lage von Saint Georges auf St. Vincent

Saint George ist ein Parish (administrative Einheit) im Inselstaat St. Vincent und die Grenadinen in der Karibik. Es erstreckt sich über den südlichen Teil der Insel St. Vincent. Saint George ist das bevölkerungsreichste und mit 52 km² flächenmäßig das drittgrößte Parish des Landes.
Kingstown ist die größte Siedlung und die Hauptstadt des Parish und zugleich die Hauptstadt des Staates Saint Vincent und die Grenadinen. Weitere große Siedlungen sind Arnos Vale, Calliaqua und Villa. Zum Parish gehören auch die Inselchen Milligan Cay und Young Island.

## Orte
Teilorte des Parish Saint George:
- Arnos Vale (⊙)
- Belmont (⊙)
- Brighton Village (⊙)
- Calliaqua (⊙)
- Greathead (⊙)
- Kingstown (⊙)
- Ribishi (⊙)
- Stubbs (⊙)